# إيرفينغ (تكساس)
ايرفينغ (بالإنجليزية: Irving) هي مدينة أمريكية تقع في ولاية تكساس.تبلغ مساحة هذه المدينة 175.3 (كم²)،ويبلغ عدد سكانها 216290 نسمة حسب إحصاء سنة 2010 م. تشير إحصاءات سنة 2000م بأن الكثافة السكانية في هذه المدينة تقدر بـ(1233.8) نسمة/كم2.

## التركيبة السكانية
حدّد مكتب تعداد الولايات المتحدة بيانات التركيبة السكانية لإيرفينغ في تعداد الولايات المتحدة. في ما يلي، التركيبة السكانية حسب تعدادي 2000 و2010.

### تعداد عام 2000
بلغ عدد سكان إيرفينغ 191,615 نسمة بحسب تعداد عام 2000، وبلغ عدد الأسر 76,241 أسرة وعدد العائلات 46,168 عائلة مقيمة في المدينة. في حين سجلت الكثافة السكانية 1,088.5 نسمة لكل كيلومتر مربع (2,819.2/ميل2). وبلغ عدد الوحدات السكنية 80,293 وحدة بمتوسط كثافة قدره 456.1 لكل كيلومتر مربع (1,181.3/ميل2).
وتوزع التركيب العرقي للمدينة بنسبة 64.20% من البيض و10.22% من الأمريكيين الأفارقة و0.65% من الأمريكيين الأصليين و8.24% من الأمريكيين ذوي الأصول الآسيوية و0.13% من سكان جزر المحيط الهادئ و13.36% من الأعراق الأخرى و3.20% من عرقين مختلطين أو أكثر و31.23% من الهسبانيون أو اللاتينيون من أي عرق.
بلغ عدد الأسر 76,241 أسرة كانت نسبة 34.4% منها لديها أطفال تحت سن الثامنة عشر تعيش معهم، وبلغت نسبة الأزواج القاطنين مع بعضهم البعض 44.1% من أصل المجموع الكلي للأسر، ونسبة 11.2% من الأسر كان لديها معيلات من الإناث دون وجود شريك، بينما كانت نسبة 5.3% من الأسر لديها معيلون من الذكور دون وجود شريكة وكانت نسبة 39.4% من غير العائلات. تألفت نسبة 31.3% من أصل جميع الأسر من عدة أفراد يعيشون في نفس المنزل ونسبة 3.8% كانت تتألف من شخص يعيش بمفرده يبلغ من العمر 65 عاماً أو أكثر. وبلغ متوسط حجم الأسرة المعيشية 2.50، أما متوسط حجم العائلات فبلغ 3.19.
بلغ العمر الوسطي للسكان 30.3 عاماً. وكانت نسبة 25.2% من القاطنين تحت سن الثامنة عشر، وكانت نسبة 11.7% بين الثامنة عشر والرابعة والعشرين عاماً، ونسبة 39.4% كانت واقعةً في الفئة العمرية ما بين الخامسة والعشرين والرابعة والأربعين عاماً، ونسبة 17.3% كانت ما بين الخامسة والأربعين والرابعة والستين، ونسبة 5.9% كانت ضمن فئة الخامسة والستين عاماً فما فوق. يوجد لكل 100 أنثى 104.3 ذكر، ويوجد لكل 100 أنثى في الثامنة عشر من عمرها فما فوق 103.3 ذكر.
بلغ متوسط دخل الأسرة في المدينة 41,967 دولارًا، أما متوسط دخل العائلة فبلغ 46,016 دولارًا. وكان متوسط دخل الذكور 31,732 دولارًا مقابل 27,416 دولارًا للإناث. وسجل دخل الفرد الخاص بالمدينة 20,080 دولارًا. وكانت نسبة 9.3% من العائلات ونسبة 12.2% من السكان تحت خط الفقر، وكان من هؤلاء نسبة 16% تحت سن الثامنة عشر ونسبة 6.7% في الخامسة والستين من العمر وما فوق.

### تعداد عام 2010
بلغ عدد سكان إيرفينغ 216,290 نسمة بحسب تعداد عام 2010، وبلغ عدد الأسر 82,538 أسرة وعدد العائلات 51,594 عائلة مقيمة في المدينة. في حين سجلت الكثافة السكانية 1,228.6 نسمة لكل كيلومتر مربع (3,182.1/ميل2). وبلغ عدد الوحدات السكنية 91,128 وحدة بمتوسط كثافة قدره 517.7 لكل كيلومتر مربع (1,340.8/ميل2).
وتوزع التركيب العرقي للمدينة بنسبة 53.07% من البيض و12.26% من الأمريكيين الأفارقة و0.87% من الأمريكيين الأصليين و14.04% من الأمريكيين ذوي الأصول الآسيوية و0.12% من سكان جزر المحيط الهادئ و16.16% من الأعراق الأخرى و3.49% من عرقين مختلطين أو أكثر و41.13% من الهسبانيون أو اللاتينيون من أي عرق.
بلغ عدد الأسر 82,538 أسرة كانت نسبة 37.1% منها لديها أطفال تحت سن الثامنة عشر تعيش معهم، وبلغت نسبة الأزواج القاطنين مع بعضهم البعض 43.1% من أصل المجموع الكلي للأسر، ونسبة 13.6% من الأسر كان لديها معيلات من الإناث دون وجود شريك، بينما كانت نسبة 5.7% من الأسر لديها معيلون من الذكور دون وجود شريكة وكانت نسبة 37.5% من غير العائلات. تألفت نسبة 30.1% من أصل جميع الأسر من عدة أفراد يعيشون في نفس المنزل ونسبة 4.4% كانت تتألف من شخص يعيش بمفرده يبلغ من العمر 65 عاماً أو أكثر. وبلغ متوسط حجم الأسرة المعيشية 2.61، أما متوسط حجم العائلات فبلغ 3.31.
بلغ العمر الوسطي للسكان 31.3 عاماً. وكانت نسبة 26.5% من القاطنين تحت سن الثامنة عشر، وكانت نسبة 10.5% بين الثامنة عشر والرابعة والعشرين عاماً، ونسبة 35.7% كانت واقعةً في الفئة العمرية ما بين الخامسة والعشرين والرابعة والأربعين عاماً، ونسبة 20.3% كانت ما بين الخامسة والأربعين والرابعة والستين، ونسبة 6.9% كانت ضمن فئة الخامسة والستين عاماً فما فوق. وتوزع التركيب الجنسي للسكان بنسبة 50% ذكور و50% إناث.

## توأمة
لإيرفينغ (تكساس) اتفاقيات توأمة مع كل من:
- إسبو
- مارينو

## أعلام
- أوديسي سيمز
- جيريمي وارينر
- ماركيز هينز
- كيري وود
- تيري غلين
- ايرين واسون
- إلسا بنهام
- تشاك تمبلتون